# Lijst van Surinaamse ministers van Ruimtelijke Ordening, Grond- en Bosbeheer
Dit is een lijst van Surinaamse ministers van Ruimtelijke Ordening en/of Grond- en Bosbeheer.

## Lijst van ministers vanministers van Ruimtelijke Ordening, Grond- en Bosbeheer
| Minister                 | Periode                          | Kabinet       |
| ------------------------ | -------------------------------- | ------------- |
| Michael P. Jong Tjien Fa | 2005 - 2010                      | Venetiaan III |
| Martinus S. Sastroredjo  | 2010 - 2010                      | Bouterse I    |
| Hendrik S. Setrowidjojo* | 2010 - 2011                      | Bouterse I    |
| Simon Martosatiman       | 2011 - 2012                      | Bouterse I    |
| Ginmardo Kromosoeto      | 2012 - 2013                      | Bouterse I    |
| Steven Relyveld          | 2013 - 2017                      | Bouterse I    |
| Roline Samsoedien        | 2017 - 2019                      | Bouterse II   |
| Lekhram Soerdjan         | 2019 - 2020                      | Bouterse II   |
| Mike Noersalim           | 2020 (na de verkiezingen) - 2020 | Bouterse II   |

## Lijst van ministers vanRuimtelijke Ordening en Milieu
| Minister                       | Periode     | Kabinet  |
| ------------------------------ | ----------- | -------- |
| Silvano Tjong Ahin             | 2020 - 2023 | Santokhi |
| Steven Mac Andrew (ad interim) | 2023        | Santokhi |
| Marciano Dasai                 | 2023 - 2025 | Santokhi |

- Zie voor hierna de lijst van Surinaamse ministers van Openbare Werken (ministerie van Openbare Werken en Ruimtelijke Ordening)

## Lijst van ministers vanGrondbeleid en Bosbeheer
| Minister            | Periode      | Kabinet  |
| ------------------- | ------------ | -------- |
| Diana Pokie         | 2020 - 2021  | Santokhi |
| Dinotha Vorswijk    | 2021 - 2025  | Santokhi |
| Stanley Soeropawiro | 2025 - heden | Simons   |

Arbeid · Binnenlandse Zaken · Buitenlandse Zaken · Defensie · Economische Zaken · Financiën · Justitie en Politie · Landbouw, Veeteelt en Visserij · Natuurlijke Hulpbronnen · Onderwijs en Volksontwikkeling · Openbare Werken · Planning en Ontwikkelingssamenwerking · Regionale Ontwikkeling · Ruimtelijke Ordening, Grond- en Bosbeheer · Sociale Zaken en Volkshuisvesting · Sport- en Jeugdzaken · Transport, Communicatie en Toerisme · Volksgezondheid
premier · president · vicepresident
gouverneurs (1650-1954) · gouverneurs (1954-1975) · gevolmachtigd ministers van Suriname